# Louis de Beausobre
Pour les articles homonymes, voir Beausobre.
Louis de Beausobre, né le 19 août 1730 à Berlin et mort le 3 décembre 1783 à Berlin, est un homme de lettres allemand, auteur de réflexions philosophiques.
Il est l'un des fils ainé d’Isaac de Beausobre.

## Ouvrages
- Dissertations philosophiques, dont la première roule sur la nature du feu, et la seconde sur les différentes parties de la philosophie et des mathématiques (1753) Texte en ligne
- Le Pyrrhonisme du sage (1754)
- Le Pyrrhonisme raisonnable (1755) Texte en ligne
- Nouvelles considérations sur les années climatériques, la longueur de la vie de l’homme, la propagation du genre humain, et la vraie puissance des États, considérée dans la plus grande population (1757) Texte en ligne
- Essai sur le bonheur, ou Réflexions philosophiques sur les biens et les maux de la vie humaine (1758) Texte en ligne

## Sources
- E. Haag, La France protestante ou vies des protestants français qui se sont fait un nom dans l'histoire : depuis les premiers temps de la réformation jusqu’à la reconnaissance du principe de la liberté des cultes par l'Assemblée Nationale, t. 2, Paris, Joël Cherbuliez, 1847, 516 p. (lire en ligne), p. 127-128.